# Saint-Denis-Westrem
Saint-Denis-Westrem (en néerlandais : Sint-Denijs-Westrem) est une section de la ville belge de Gand située en Région flamande dans la province de Flandre-Orientale.

## Géographie

### Situation
Saint-Denis-Westrem se trouve au sud-ouest de Gand-Centre, à côté de Laethem-Saint-Martin, La Pinte, Zwijnaarde et Afsnee.

## Histoire

### Météorite
Le 7 juin 1855, vers 19 heures 45, une météorite (chondrite à hypersthène et bronzite de type L6) y est tombée. Avec celles de Tourinnes-la-Grosse (1863), de Lesve (1896), des Hautes Fagnes (1965) et de Tintigny (1971) c'est une des cinq seules « météorites certaines » de Belgique,,,.